# 莫里
莫里（法語：Maury，法語發音：[moʁi] ⓘ）是法国东比利牛斯省的一个市镇，位于该省北部，属于佩皮尼昂区。

## 地理
莫里（42°48'42"N, 2°35'38"E）面积34.63 平方千米，位于法国奧克西塔尼大區东比利牛斯省，该省份为法国大陆部分最南部的省份，涵盖了北加泰罗尼亚，北起奥德省，西接阿列日省和安道尔，南与西班牙接壤，东临地中海。
与莫里接壤的市镇（或旧市镇、城区）包括：屈屈尼昂、迪亚克-苏佩尔佩蒂斯、拉图尔德法兰西、拉西盖尔、莱斯凯尔德、圣保罗德弗努耶、埃斯塔热勒、托塔韦勒。
莫里的时区为UTC+01:00、UTC+02:00（夏令时）。

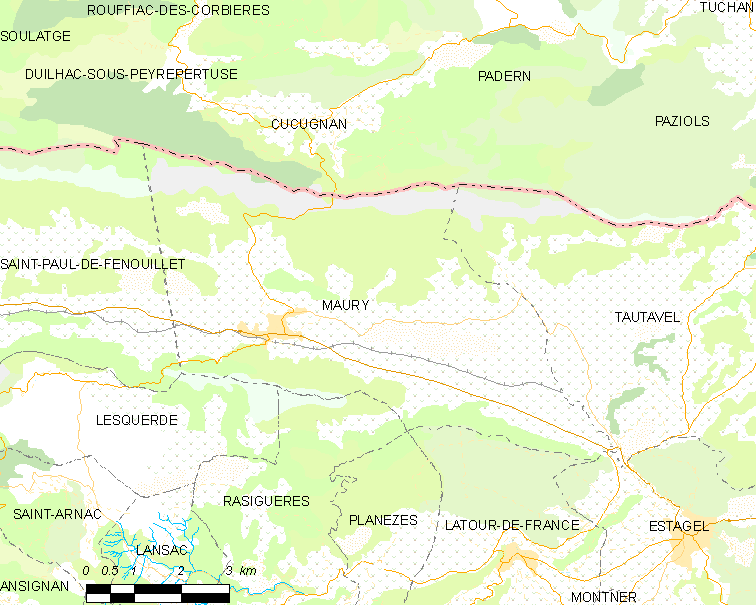
莫里的OSM定位图

## 行政
莫里的邮政编码为66460，INSEE市镇编码为66107。

## 政治
莫里所属的省级选区为阿格利河谷县。

## 人口

1962-2008年间莫里人口变化图示

莫里于2022年1月1日时的人口数量为780人。